# Otoczki (przystanek kolejowy)
Otoczki (biał. Аточка; ros. Оточка) – przystanek kolejowy w pobliżu miejscowości Otoczki, w rejonie starodoroskim, w obwodzie mińskim, na Białorusi. Położony jest na linii Osipowicze – Baranowicze.